# Pecluma barituensis
Pecluma barituensis är en stensöteväxtart som beskrevs av O.G.Martínez och De la Sota. Pecluma barituensis ingår i släktet Pecluma och familjen Polypodiaceae. Inga underarter finns listade.